# Jeffrey Grey
Pour les articles homonymes, voir Grey.
Jeffrey Guy Grey, né le 19 mars 1959, et mort le 26 juillet 2016, est un historien militaire australien. Il écrit deux volumes de The Official History of Australia's Involvement in Southeast Asian Conflicts 1948–1975, et plusieurs autres ouvrages de prestige sur l'histoire militaire australienne. Il est le premier non américain à devenir président de la Society for Military History (en), mais il est probablement surtout connu en tant qu'auteur d'A Military History of Australia, édité pour la première fois en 1990.

## Jeunesse et éducation
Jeffrey Guy Grey, né le 19 mars 1959, est le fils de Ron Grey, un officier de l'armée australienne, et de son épouse Patricia. Il a deux sœurs, Penny et Gina. Sa famille est militaire ; son père atteint le grade de major general, et deux de ses oncles deviennent des généraux de brigade. Élevé comme enfant de militaire, il se déplace fréquemment, mais passe la plus grande partie de sa jeunesse à Canberra, où il s'installe. Il entre à l'université nationale australienne, où il obtient son diplôme en 1983, et intègre la Faculté des études militaires du collège militaire royal de Duntroon en tant que chargé de cours. Il y termine son doctorat sous la direction de Peter Dennis, où il rédige sa thèse de 1985 sur "British Commonwealth forces in the Korean War: a study of a military alliance relationship".

## Carrière
Grey se joint à la Section historique du Département des affaires étrangères, mais il retourne à l'université de Nouvelle-Galles du Sud à la nouvelle Académie militaire d'Australie (ADFA) en 1988, où il devient professeur en 2003. Au fil des années, il enseigne à des milliers de cadets et d'aspirants navigateurs et il supervise de nombreux étudiants de troisième cycle. Il écrit abondamment sur la guerre de Corée ainsi que sur la guerre du Viêt Nam. Avec Peter Dennis, il écrit sur la confrontation indonésio-malaisienne dans Emergency and Confrontation (1996), un volume de The Official History of Australia's Involvement in Southeast Asian Conflicts 1948–1975 (en), et est le seul auteur d'un autre volume de la série, Up Top (1998), qui détaille le rôle de la Royal Australian Navy dans l'insurrection communiste malaise, la confrontation indonésio-malaisienne et la guerre du Viet Nam. Il est probablement surtout connu en tant qu'auteur d'A Military History of Australia, édité pour la première fois en 1990, un manuel en un seul volume et largement utilisé.
Avec ses collègues de l'ADFA, il produit l'Oxford Companion to Australian Military History. Il écrit le volume sur l'armée australienne pour Oxford Australian Centenary History of Defence, et le volume sur The War with the Ottoman Empire (2015) pour The Centenary History of Australia and the Great War, un projet pour lequel il est un élément moteur. En collaboration avec Peter Dennis et Roger Lee de l'Unité d'histoire de l'Armée, il a dirigé la Conférence annuelle sur l'histoire de l'Armée de terre, pour laquelle il a réussi à obtenir des historiens distingués du monde entier. Pour un historien militaire australien, il était exceptionnellement bien connu en dehors de l'Australie. Il est le président de la chaire de théorie militaire du major général Matthew C. Horner à l'Université du Corps des Marines des États-Unis à Quantico en Virginie, de 2000 à 2002, et en 2015, il est devient le premier non américain à devenir président de la Society for Military History (en).
Grey meurt subitement le 26 juillet 2016. Ses funérailles ont lieu à la chapelle Anzac Memorial à Duntroon, dirigé par Tom Frame, l'ancien évêque anglican de l'Australian Defence Force. Son père Ron, ses sœurs Penny et Gina, sa première femme, Gina, et leur fille Victoria et leur fils Duncan, sa deuxième femme, Emma et leur fils de cinq ans, Sebastian, ainsi que ses belles-filles Hannah et Sophie, lui survivent,. L'édition d'octobre 2017 de The Journal of Military History est consacrée à la mémoire de Grey et comporte plusieurs articles rédigés par lui ou sur lui.

## Publications

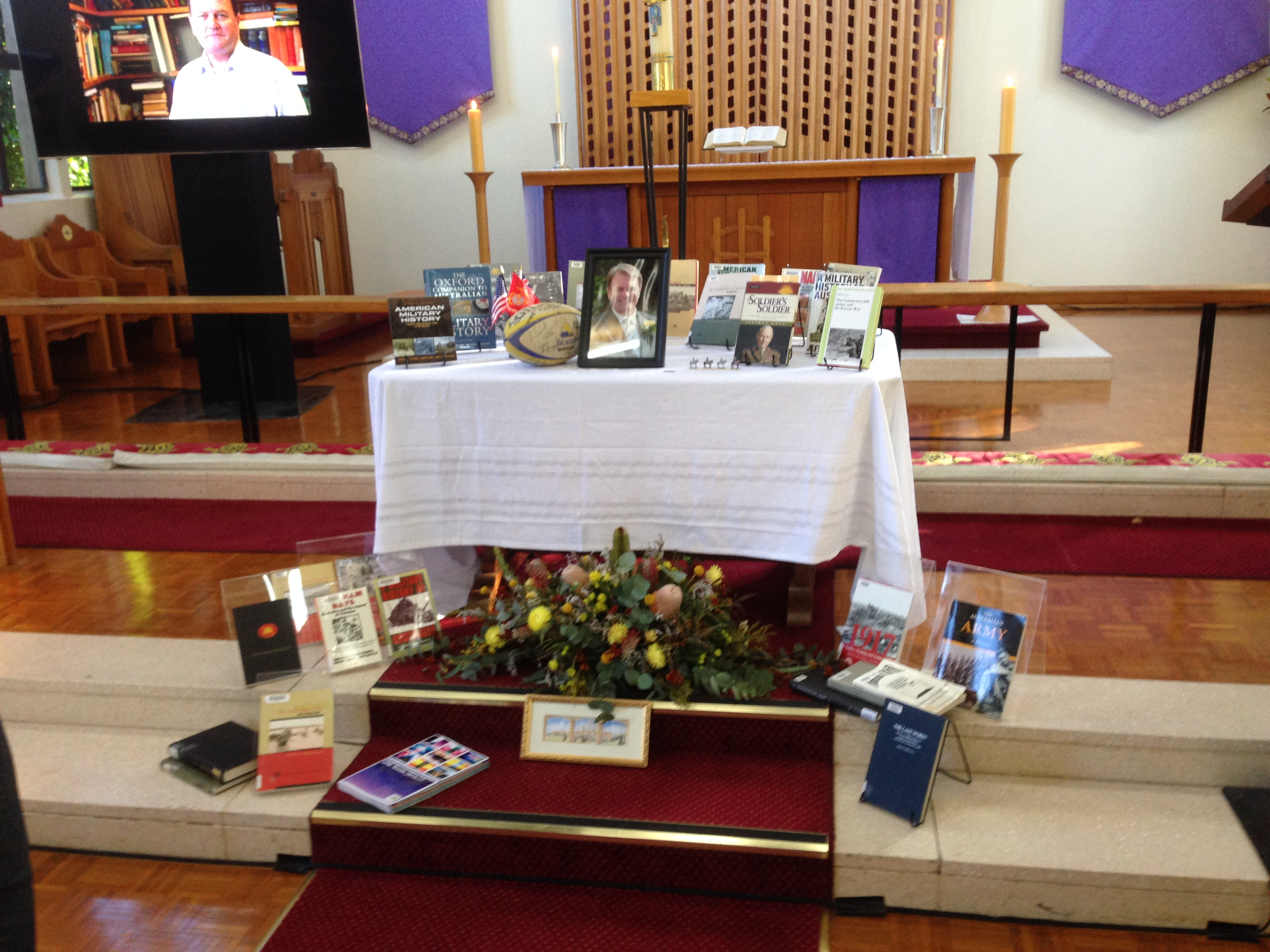
Funérailles de Jeffrey Grey à l'Anzac Chapel au Collège militaire royal de Duntroon. Cette image comporte ses livres et un ballon de rugby autographié.

### Auteur
- Jeffrey Grey, The Commonwealth Armies and the Korean War : An Alliance Study, Manchester, Manchester University Press, 1988 (ISBN 0-7190-2611-3)
- Jeffrey Grey, A Military History of Australia, Melbourne, Cambridge University Press, 1990, 300 p. (ISBN 0-521-64483-6, lire en ligne)
  - Jeffrey Grey, A Military History of Australia, Melbourne, Cambridge University Press, 1999, Revised éd., 300 p. (ISBN 0-521-64483-6, lire en ligne)
  - Jeffrey Grey, A Military History of Australia, Port Melbourne, Cambridge University Press, 2008, 3rd éd. (ISBN 978-0-521-87523-3)
- Jeffrey Grey, Australian Brass : The Career of Lieutenant General Sir Horace Robertson, Cambridge, Cambridge University Press, 1992, 249 p. (ISBN 0-521-40157-7, lire en ligne)
- Peter Dennis et Jeffrey Grey, Emergency and Confrontation : Australian Military Operations in Malaya & Borneo 1950–66, vol. Volume 5, St Leonards, Allen & Unwin in association with the Australian War Memorial, coll. « The Official History of Australia's Involvement in Southeast Asian Conflicts 1948–1975 », 1996, 381 p. (ISBN 1-86373-302-7)
- Jeffrey Grey, Up Top : The Royal Australian Navy and Southeast Asian Conflicts, 1955–1972, vol. Volume 7, St Leonards, Allen & Unwin in association with the Australian War Memorial, coll. « The Official History of Australia's Involvement in Southeast Asian Conflicts 1948–1975 », 1998 (ISBN 1-86448-290-7)
- Jeffrey Grey, The Australian Army : A History, Melbourne, Oxford University Press, coll. « The Australian Centenary History of Defence », 2006 (ISBN 0-19-554114-6)
- Jeffrey Grey, A Soldier's Soldier : A Biography of Lieutenant General Sir Thomas Daly, Port Melbourne, Cambridge University Press, 2012, 264 p. (ISBN 978-1-107-03127-2, lire en ligne)
- (en) Jeffrey Grey, The War with the Ottoman Empire, vol. Volume 2, South Melbourne, Oxford University Press, coll. « The Centenary History of Australia and the Great War », 2015, 238 p. (ISBN 978-0-19-557676-4)

### Éditeur
- Vietnam days : Australia and the impact of Vietnam, 1991
- Australia R & R : representations and reinterpretations of Australia's war in Vietnam, 1991
- Vietnam : war, myth, and memory : comparative perspectives on Australia's war in Vietnam, 1992
- The Pacific War 1942, 1993
- The transformation in air power in the aftermath of the Korean war, 1993
- From past to future : the Australian experience of land/air operations : proceedings of the Australian Army History Conference held at the Australian Defence Force Academy, 29 September 1995, 1995
- Serving vital interests : Australia's strategic planning in peace and war : proceedings of the Australian Army History Conference held at the Australian War Memorial, 30 September 1996, 1996
- The second fifty years : the Australian Army 1947–1997 : proceedings of the Chief of Army's History Conference held at the Australian Defence Force Academy, 23 September 1997, 1997
- A commonwealth of histories : the official histories of the Second World War in the United States, Britain and the Commonwealth : Jeffrey Grey, 1998
- 1918 defining victory : proceedings of the Chief of Army's History Conference held at the National Convention Centre, Canberra, 29 September 1998 : edited by Peter Dennis & Jeffrey Grey, 1998
- The Boer War : army, nation and empire, 1999
- The Australian Army and the Vietnam War 1962–1972 : the 2000 Chief of Army's Military History Conference, 2002
- The last word? : essays on official history in the United States and British Commonwealth : edited by Jeffrey Grey, 2003
- The Korean war 1950–53 : a fifty year retrospective : the Chief of Army's Military History Conference, 2000, 2000
- A century of service : 100 years of the Australian Army : the 2001 Chief of Army's Military History Conference, 2001
- The foundations of victory : the Pacific War 1943–1944 : the 2003 Chief of Army's Military History Conference, 2003
- Battles near and far : a century of operational deployment : the 2004 Chief of Army Military History Conference, 2004
- Entangling alliances : coalition warfare in the twentieth century : the 2005 Chief of Army Military History Conference, 2005
- An art in itself : the theory and conduct of small wars and insurgencies : the 2006 Chief of Army Military History Conference, 2006
- 1917 : tactics, training and technology : the 2007 Chief of Army Military History Conference, 2007
- The military and the media : the 2008 Chief of Army Military History Conference, 2008
- Raise, train and sustain : delivering land combat power : the 2009 Chief of Army Military History Conference, 2009
- Victory or defeat : armies in the aftermath of conflict : the 2010 Chief of Army History Conference, 2010
- 1911 : preliminary moves : the 2011 Chief of Army History Conference, 2011
- Chief of Army's reading list, 2012